# Московский губернский архив старых дел

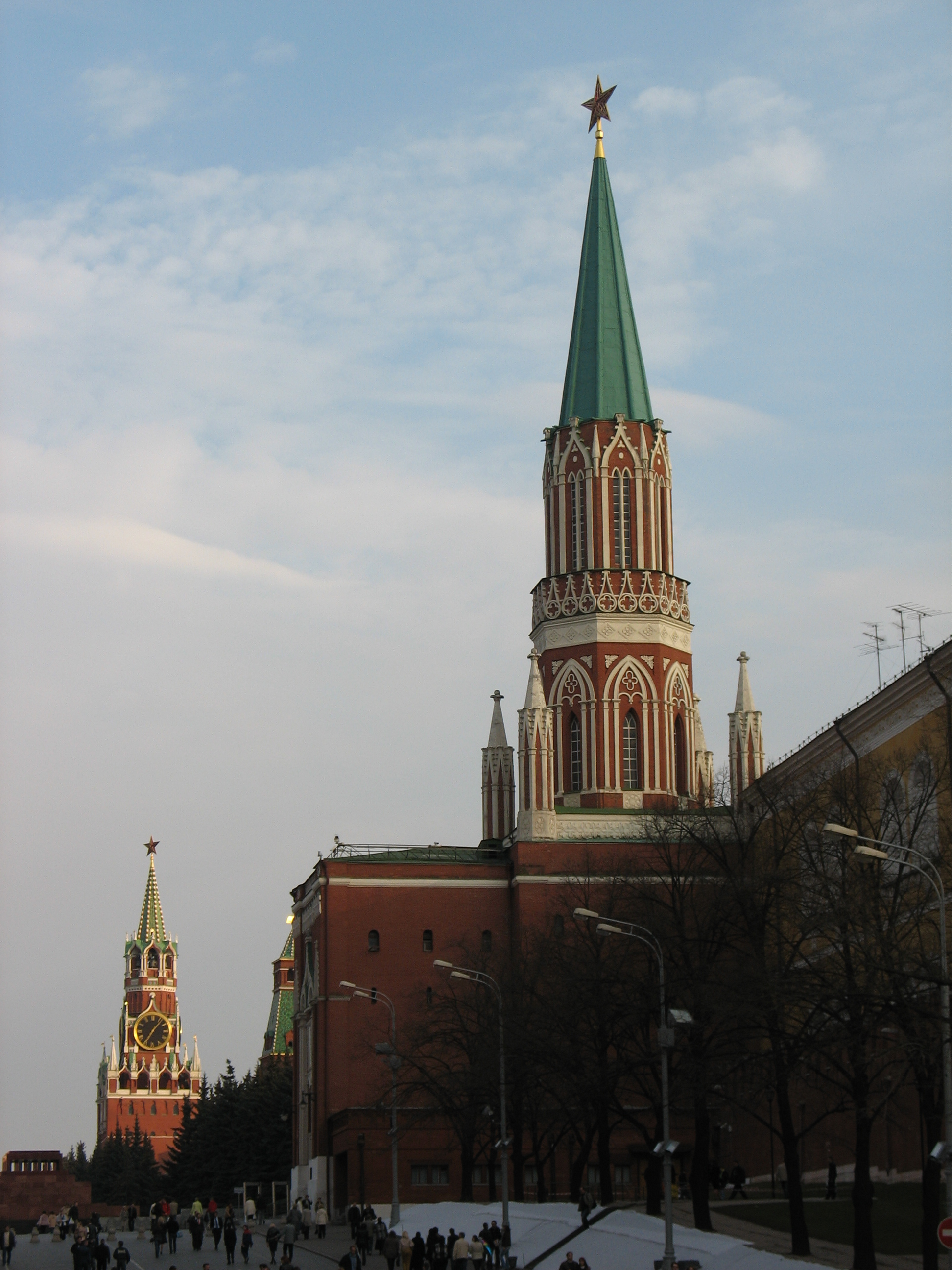
Никольская башня Московского кремля, где располагался Московский губернский архив старых дел

Московский губернский архив старых дел — одно из крупнейших архивных учреждений Российской империи. Большая часть его фондов ныне сохраняется в Центральном историческом архиве Москве — подразделении Главархива Москвы.
Московский губернский архив старых дел был образован в конце XVIII века для хранения решённых дел московских учреждений и выдачи по ним справок. В начале своего существования архив занимал здание губернских присутственных мест возле Воскресенских ворот, с 1823 года его переводят Никольскую башню Кремля, где он будет пребывать около столетия. В этом же году в архив были назначены специальные служащие — смотритель с окладом в 600 рублей в год и два писца с окладами по 250 рублей каждый. До 1890-х годов обязанность руководителя архива лежала на чиновнике по особым поручениям при московском генерал-губернаторе. Великий князь Сергей Александрович подчинил губернский архив Московскому губернскому правлению, которое отныне и назвачало заведующего губернским архивом старых дел.
В 1836 году московский генерал-губернатор князь Д. В. Голицын утвердил инструкцию, согласно которой все дела, поступающие в главархив, делились на три разряда: «здоровые» (сохранившиеся в хорошем состоянии), начавшие приходить в гнилость и дела, «пришедшие в совершенную гнилость и разрозненные до того, что не имеют ни начала, ни конца». Общий объём дел к тому времени составлял около одного миллиона. Инструкция определяла также, что содержание архива (расходы на отопление, освещение, канцелярские принадлежности) обеспечивает губернское правление. Бумага же, обёртки, иглы, нитки должны поступать от тех присутственных мест, которые сдают свои дела. В действительности положения эти не соблюдались, архив страдал от отсутствия самых необходимых вещей, а смотрителю частенько приходилось даже покупать дрова на свои деньги.
В начале XX века объём губернского архива превысил 1800 тысяч дел. Документы были разбросаны по шести помещениям: кроме Никольской башни архив занимал Угловую Арсенальную, Владимирскую башни Кремля и несколько башен Китай-города — Круглую на Старой площади, Четырёхугольную против Воспитательного дома и Кладовую во дворе губернского правления. Тогда же был утверждён проект нового здания архива, для строительства которого городская дума выделила участок земли на Ходынском поле (проект не был реализован).
Близкое соседство с Кремлём привело к тому, что документы губернского архива сильно пострадали в ноябре 1917 года при обстреле кремлёвских башен большевиками. При вскрытии помещений в Никольской и Арсенальной башнях в мае 1918 года обнаружилось, что от орудийных выстрелов многие дела свалились с полок, расшились и рассыпались. В выбитые окна в хранилища проникали снег и дождь.
C 1925 года бывший губернский архив носит название Исторического архива Московского губернского архивного бюро. В 1930 году фонды переведены в здания закрытых церквей и монастырей Москвы. Московское губернское архивное бюро переименовывается в Московское областное архивное управление. В 1937 году документы бывшего губернского архива перешли в новообразованное подразделение архивного управления — Московский областной исторический архив (МОИА). В мае 1941 году МОИА переименован в Государственный исторический архив Московской области (ГИАМО), в 1963 году ГИАМО преобразован в Центральный государственный архив города Москвы, на базе дореволюционных фондов которого в 1976 году был создан Центральный государственный исторический архив (ЦГИА) города Москвы (ныне — ЦИА Москвы, подразделение Главархива Москвы.